# Noguera Ribagorçana

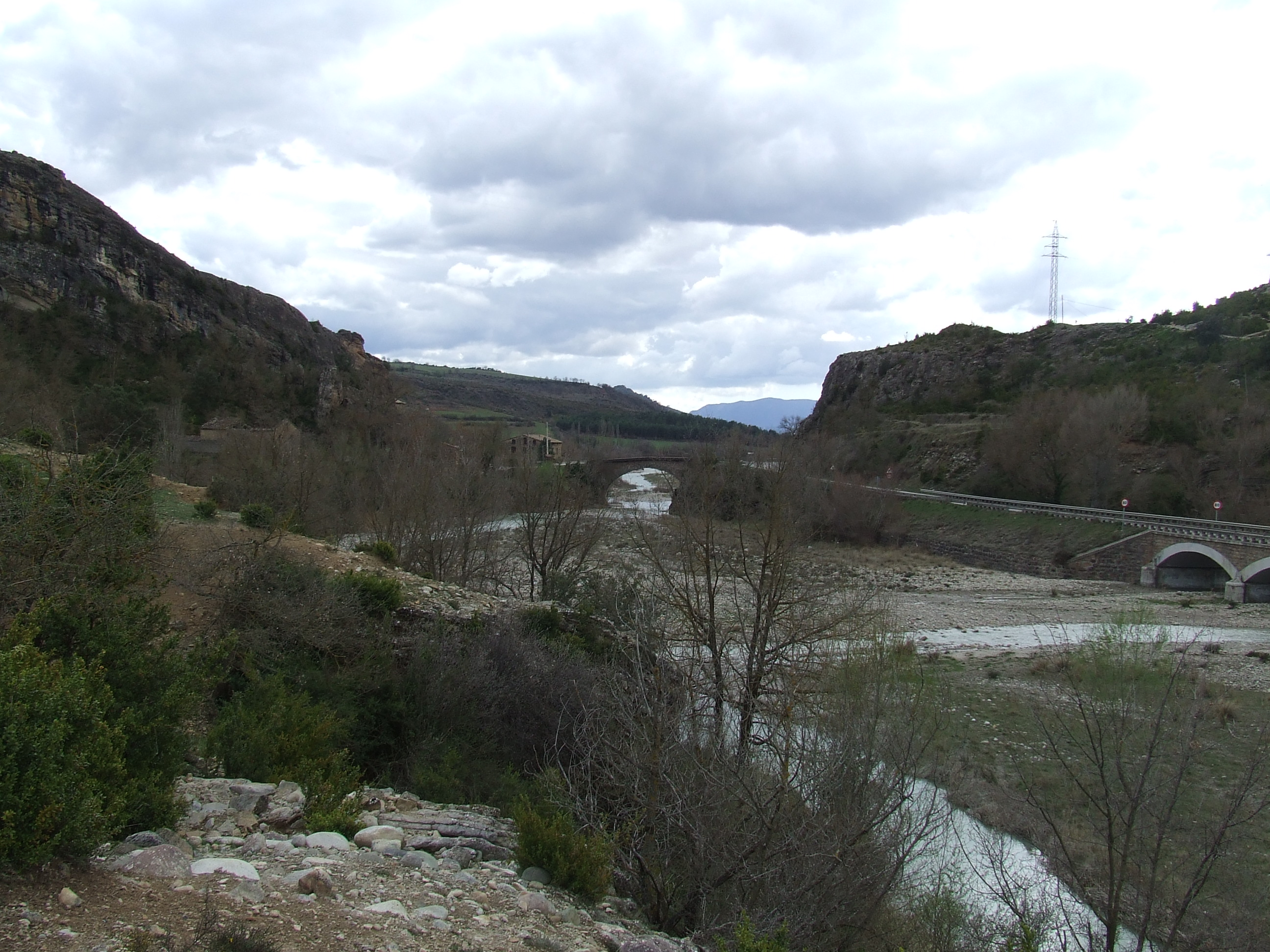
La Noguera Ribagorçana al pont d'Orrit

La Noguera Ribagorçana és un riu pirinenc d'orientació nord-sud, afluent del Segre per la dreta. Neix a la capçalera de la vall de Barravés (Vall d'Aran), i desemboca al Segre al terme de Corbins (Segrià). Està embassat pels pantans de Baserca, d'Escales, de Canelles i de Santa Anna, els quals serveixen tant per a la producció d'energia hidroelèctrica com per a abastir d'aigua el canal de Pinyana i el de Catalunya i Aragó. Durant bona part dels 130 quilòmetres del seu recorregut coincideix amb la línia divisòria política entre Catalunya i Aragó. Prop de la presa d'Escales, en els seus congosts, hi ha l'única població mundial de la planta rupícola Borderea chouardii.

## Capçalera
La capçalera de la Noguera Ribagorçana és un espai natural format per un conjunt de valls tancades i estretes situades al vessant meridional pirinenc: la vall de Barravés, i les valls de Molières i Conangles. Està situat a cavall dels termes municipals de Vilaller, a la comarca de l'Alta Ribagorça, i de Vielha e Mijaran, a la Vall d'Aran. Presenta un paisatge de caràcter netament atlàntic, molt més proper al del vessant nord que no pas al vessant sud, on és situat. Es pot considerar d'extraordinària i de gran interès biogeogràfic la situació d'un conjunt de comunitats i d'espècies plenament atlàntiques al vessant meridional de la serralada pirinenca (conca hidrogràfica de la Noguera Ribagorçana). Són de gran interès les comunitats vegetals i les espècies plenament atlàntiques, com les torberes de bruc d'aiguamoll amb esfagnes i ciperàcies, que no es troben enlloc més de Catalunya. L'estany Redon, pel seu estat natural i per la seva extensió, és un dels pocs estanys pirinencs remarcables que conserva intactes els seus sistemes naturals.

## Afluents
- Barranc d'Aneto.
- Barranc de Coscó[3]
- Barranc d'Escarlà[4]
- Barranc d'Esperan[5]
- Barranc d'Esplugafreda[6]
- Barranc de Miralles[7]
- Barranc de les Ortogues[8]
- Barranc de Tresserra[9]
- La Noguera de Tor.[10]
  - Riu de Sant Nicolau
    - Barranc d'Aigüissi[11]
    - Estany del Bergús
    - Estany de Llebreta
    - Estany Llong
    - Estany Redó[12]

  - Barranquet de Remordí
- El Reguer[13]
- Riu Guart.
- Riu de Queixigar[14]
- Torrent d'Aulet[15] (Serra de Sis)
- La Valira de Castanesa.[16]
  - Barranc de Riueno[17]
- La Valira de Cornudella, riu que neix al vessant meridional de la serra de Sis, sota el pic d'Amariedo.[18]
  - Barranc d'Iscles.[19]